# هيو مايرز
هيو مايرز (بالإنجليزية: Hugh Myers)‏ هو لاعب شطرنج أمريكي، ولد في 23 يناير 1930 في ديكادور في الولايات المتحدة، وتوفي في 22 ديسمبر 2008 في دافنبورت في الولايات المتحدة.

## وصلات خارجية
- هيو مايرز على موقع مباريات الشطرنج (الإنجليزية)
- هيو مايرز سجل أولمبياد الشطرنج على موقع OlimpBase.org (الإنجليزية)